# Une saison chez Lacan
 (novembre 2012).

Une saison chez Lacan est un récit de Pierre Rey paru en 1989.

## Résumé
Pierre Rey s’est retranché depuis quatre ans en Californie. De là, il repense aux problèmes de sa vie : la vie parisienne et son milieu mondain superficiel, le jeu, les aventures sans lendemain, les problèmes d’argent….. Cette vie en accéléré le ronge et n’est que l’expression indirecte de son mal de vivre.
Pour vaincre son mal, il consultera pendant dix ans le médecin et psychanalyste Jacques Lacan. Cette quête du sens va lui permettre de comprendre l’importance du langage pour réparer certains de ses maux, et en même temps la difficulté d’interpréter celui-ci afin d'accéder aux secrets de son âme.